# Inge Jäger
Inge Jäger (* 28. März 1949 in Vöcklabruck) ist eine österreichische Erwachsenenbildnerin und Politikerin (SPÖ). Jäger war von 1996 bis 2002 Abgeordnete zum Nationalrat.

## Ausbildung und Beruf
Jäger besuchte von 1955 bis 1959 die Volksschule in Wels und von 1959 bis 1963 die Privatmädchenhauptschule der Schulschwestern in Wels. 1963 wechselte sie an die Bildungsanstalt für Kindergärtnerinnen der Kreuzschwestern in Linz, die sie 1967 abschloss. 
Jäger arbeitete von 1967 bis 1971 als Kindergärtnerin in Linz, Wien und Niederösterreich. Von 1981 bis 1988 war Jäger Hausfrau, leistete freiberufliche Bildungsarbeit in der Erwachsenenbildung und war im Gewerkschaftsbereich und im Bereich Information über die Dritte Welt tätig. Zwischen 1988 und 1995 war Jäger Geschäftsführerin des Österreichischen Informationsdienstes für Entwicklungspolitik Oberösterreich.
Inge Jäger ist Bundesvorsitzende von Südwind, Vorsitzende von BILY (Familien, Jugend und Sexualberatungsstelle in Linz) und Vorstandsmitglied von AWEPA (European Parliamentariens for Africa).

## Politik
Die zweifache Mutter gelangte nach 13 Jahren als Hausfrau über die Frauen- und Anti-Atombewegung zur Politik. Jäger übernahm 1992 die Funktion der Bezirksparteivorsitzender-Stellvertreterin der SPÖ Grieskirchen-Eferding und war 1995 Mitglied des Bundesparteivorstandes der SPÖ. Sie war ab 1992 Stellvertretende Landesfrauenvorsitzende der SPÖ Oberösterreich und ab 1995 Bezirksfrauenvorsitzende der SPÖ Grieskirchen-Eferding. Von 2000 bis 2003 hatte sie die Funktion der Bezirksparteivorsitzenden der SPÖ Grieskirchen-Eferding inne.
Jäger vertrat die SPÖ vom 15. Jänner 1996 bis zum 19. Dezember 2002 im Nationalrat. Sie verfehlte bei der Nationalratswahl 2002 trotz Zugewinne der SPÖ ein Grundmandat im Regionalwahlkreis Hausruckviertel und konnte auch über die Landesliste nicht mehr in den Nationalrat einziehen. Jäger war entwicklungspolitische Sprecherin des SPÖ-Parlamentsklubs. Sie war zudem von 1999 bis 2003 Vorsitzende der Arge Entwicklungspolitik der SPÖ.

## Privates
Inge Jäger ist verheiratet und hat zwei Kinder.

## Auszeichnungen
- 2011 Menschenrechtspreis des Landes Oberösterreich